# Hermann-Ulrich Viskorf
Hermann-Ulrich Viskorf (* 8. März 1950 in Münster) ist ein deutscher Jurist und ehemaliger Vizepräsident des Bundesfinanzhofs.

## Leben
Nach dem Besuch des Gymnasiums Paulinum in Münster studierte Viskorf ab 1970 Rechtswissenschaften an den Universitäten Münster und Tübingen. Nach der Zweiten Juristischen Staatsprüfung war er ab 1977 zunächst als Rechtsanwalt tätig. 1980 wurde er zum Richter am Finanzgericht Münster ernannt. In den Jahren 1987 bis 1989 war Viskorf als wissenschaftlicher Mitarbeiter an den Bundesfinanzhof abgeordnet.
Im Juli 1991 wurde er zum Richter am Bundesfinanzhof ernannt, wo er dem für Rechtsfragen der Einheitsbewertung, der Grunderwerbsteuer sowie der Erbschaft- und Schenkungsteuer (vgl. auch Erbschaftsteuer in Deutschland) zuständigen II. Senat zugeteilt wurde. Nachdem Viskorf im April 2007 zum Vorsitzenden Richter am Bundesfinanzhof ernannt worden war, folgte im Januar 2008 die Ernennung zum Vizepräsidenten des Gerichts. Am 31. Juli 2015 trat er in den Ruhestand.
Viskorf ist Mitautor von Kommentaren zum Grunderwerbsteuergesetz, zum Bewertungsgesetz und zum Schenkungs- und Erbschaftsteuerrecht. Der Kommentar Viskorf zum Grunderwerbsteuergesetz (bis zur 19. Auflage Boruttau) ist nach ihm benannt.